# Cantó de Balleroy
El cantó de Balleroy és un cantó francès del departament de Calvados, situat al districte de Bayeux. Té 22 municipis i el cap es Balleroy.

## Municipis
- Balleroy
- La Bazoque
- Bucéels
- Cahagnolles
- Campigny
- Castillon
- Chouain
- Condé-sur-Seulles
- Ellon
- Juaye-Mondaye
- Lingèvres
- Litteau
- Le Molay-Littry
- Montfiquet
- Noron-la-Poterie
- Planquery
- Saint-Martin-de-Blagny
- Saint-Paul-du-Vernay
- Tournières
- Le Tronquay
- Trungy
- Vaubadon

## Història
| Data d'elecció                           | Identitat           | Partit        | Qualitat |
| ---------------------------------------- | ------------------- | ------------- | -------- |
| 1949-1955                                | M. Garnier          | RPF           |          |
| 1955-1958                                | François d'Harcourt | RS            |          |
| 1958-1967                                | M. Ducoudray        | Divers droite |          |
| 1967-1994                                | François d'Harcourt | CNI-UDF       |          |
| 1994-                                    | Michel Granger      | Divers droite |          |
| les dades anteriors no són pas conegudes |                     |               |          |
|                                          |                     |               |          |

## Demografia
| A partir de 1990: Població sense dobles comptes |